# Hellish God
Hellish God ist eine italienische Death-Metal-Band aus Campobasso, die 2015 gegründet wurde.

## Geschichte
Die Band wurde im Jahr 2015 von dem Schlagzeuger Luigi Contenti und dem Gitarristen Michele di Ioia gegründet. Anfang 2016 stieß Mattia de Fazio als Sänger hinzu. Im April des Jahres begab sich das Trio in das Toxic Basement Studio, in dem die aus vier Songs bestehende EP Impure Spiritual Forces aufgenommen wurde. Die EP erschien im Juni bei Lord of the Flies Records. Als Gastmusiker ist der mittlerweile verstorbene Rebaelliun-Gitarrist Fabiano Penna in dem Lied Sharey-Maveth zu hören. Als Bassist kam im Juli 2016 Stefano Malgaretti zur Besetzung, ehe die Gruppe im November erstmals live zu sehen war. Hierbei spielte sie zusammen mit den Gruppen Daemoniac und Into Darkness. Im Mai 2017 begab sie sich erneut in das Toxic Basement Studio, um dort die zehn Lieder des Debütalbums aufzunehmen und abzumischen. Bei der Aufnahme des Liedes Burning the Infidel war der Abhorrence-Gitarrist Rangel Arroyo als Gastmusiker involviert. Gemastert wurde das Album von Fabio Palombi in den Black Wave Studios in Genua. Nach einem Auftritt mit Angelcorpse im August, trennte sich die Band von di Ioia, woraufhin er durch Matteo Gresele ersetzt wurde. Gresele gab sein Live-Debüt mit Hellish God im Februar 2017 bei einem Auftritt mit Rebaelliun und Pestilence in Mailand. Das Album erschien 2018 unter dem Namen The Evil Emanations bei Everlasting Spew Records.

## Stil
Laut der Biografie der bandeigenen Facebook-Präsenz wurde die Gruppe anfänglich durch Bands wie Deicide, Diabolic, Krisiun, Azarath, Rebaelliun und Abhorrence beeinflusst. Sebastian Schilling vom Rock Hard schrieb in seiner Rezension zu The Evil Emanations, dass hierauf schnell gespielter Death Metal zu hören ist, der mit dem von Rebaelliun, Diabolic, Deicide und Azarath vergleichbar ist. Zudem handele es sich um zeitlosen und brutaleren Death Metal mit „satanischem Anstrich“, der stilistisch an US-amerikanische Genre-Vertreter angelehnt sei. Eine Ausgabe später fasste Schilling zusammen, dass das Album von Dämonologie handelt. Im Interview mit ihm gab Stefano Malgaretti an, dass Bands wie Diabolic, Deicide, Rebaelliun, Krisiun, Abhorrence, Centurian bzw. Nox und Azarath zu den wichtigsten Bandeinflüssen zählen würden. Justin „Witty City“ Wittenmeier von metal-temple.com rezensierte das Album ebenfalls und attestierte ihm schnellen und wilden Old-School-Death-Metal, wobei man sich auch des Öfteren auf den Groove konzentriere. Der Gesang sei zwar typisch guttural, weise aber dennoch Eigenständigkeitsmerkmale auf.

## Diskografie
- 2016: Impure Spiritual Forces (EP, Lord of the Flies Records)
- 2018: The Evil Emanations (Album, Everlasting Spew Records)